# Стърмашево
Стърмашево (на македонска литературна норма: Стрмашево) е село в Северна Македония, в община Демир Капия.

## География
Селото е разположено южно от Демир Капия.

## История
В XIX век Стърмашево е българско село в Тиквешка кааза на Османската империя. Църквата „Свети Никола“ е от 1885 година, не е изписана и е запусната.
Според статистиката на Васил Кънчов („Македония. Етнография и статистика“) от 1900 г. Страмашево има 434 жители, всички българи, от тях 418 християни, 16 мохамедани.
Всички християнски жители на Стърмашево са под върховенството на Българската екзархия. По данни на секретаря на екзархията Димитър Мишев („La Macédoine et sa Population Chrétienne“) в 1905 година в Стръмашево (Strimachevo) има 384 българи екзархисти и работи българско училище.

## Личности
Починали в Стърмашево
- Михайло Бояджиев (1913-1944), югославски партизанин и деец на НОВМ
- Коце Стояновски (1914 – 1944), югославски партизанин и деец на НОВМ